# Cistanche salsa
Cistanche salsa là loài thực vật có hoa thuộc họ Cỏ chổi. Loài này được (C.A.Mey.) Beck mô tả khoa học đầu tiên năm 1893.

## Hình ảnh

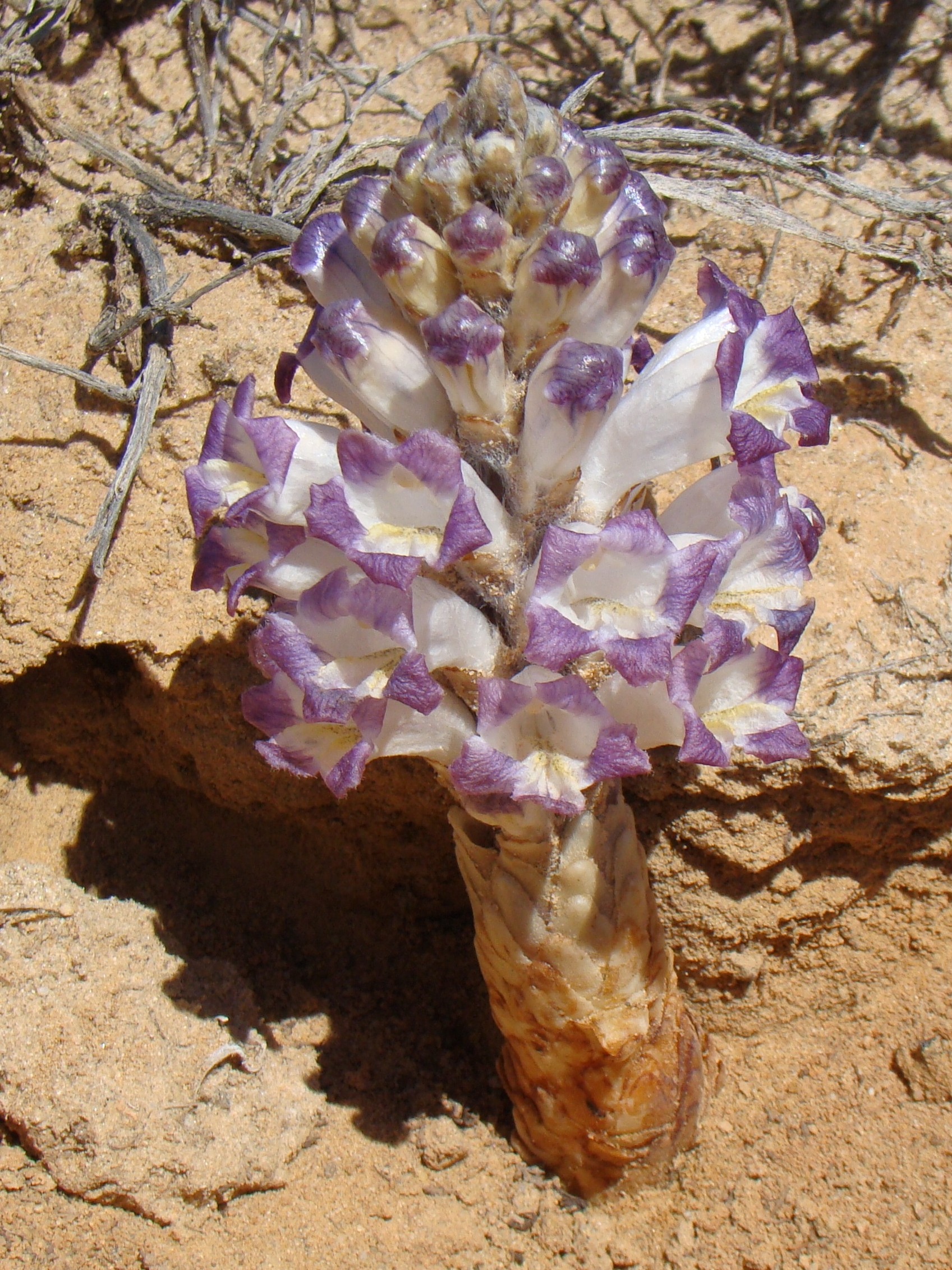